# .hm
.hm je internetová národní doména nejvyššího řádu pro Heardův ostrov a McDonaldovy ostrovy (podle ISO 3166-2:HM).
Doménové jméno může obsahovat pouze znaky anglické abecedy (a-z), čísla (0-9) a pomlčku (-). Prvním znakem musí být písmeno.